# Lucas Wallmark
Alexander Lucas Wallmark, född 5 september 1995 i Umeå, är en svensk ishockeyspelare. 
Wallmark spelar för ZSC Lions i NLA. Han har tidigare spelat på NHL-karriär för Chicago Blackhawks, Florida Panthers och Carolina Hurricanes samt på lägre nivåer för CSKA Moskva i KHL , Charlotte Checkers i AHL och Luleå HF i SHL.
Wallmark inledde sin karriär som junior i moderklubben IF Björklöven, men gick till Skellefteå AIK efter TV-pucken säsongen 2010/2011 i vilken han blev utsedd till turneringens MVP. Wallmark valdes av Carolina Hurricanes i den fjärde omgången som 97:e spelare totalt i NHL Entry Draft 2014.
Den 20 september 2012 gjorde Wallmark sin elitseriedebut mot HV71. Senare under säsongen lånades Wallmark ut till allsvenska Karlskrona HK där han gjorde 15 poäng på 23 grundserie- och kvalmatcher.
Wallmark bröt sitt kontrakt med Skellefteå den 17 maj 2012 och skrev på ett tvåårskontrakt med Luleå HF. Den 11 juni 2015 undertecknade Wallmark ett treårigt avtal på ingångsnivå med Carolina Hurricanes , men han hann inte spela en NHL-säsong för klubben innan han återvände till Luleå HF igen, i slutet av september 2015. Under resten av säsongen 2015/2016 lånade Luleå HF honom av Carolina Hurricanes.
Den 30 december 2017 gjorde Wallmark sitt första mål i NHL, detta på Carter Hutton i St. Louis Blues.
Efter OS i Peking 2022 valdes Wallmark ut till del av ishockeyturneringens All Star Team.

## Privatliv
Lucas är yngre bror till ishockeyspelaren Marcus Wallmark.